# Großer Preis von Kanada 2010
Der Große Preis von Kanada 2010 (offiziell Formula 1 Grand Prix du Canada 2010) fand am 13. Juni auf dem Circuit Gilles-Villeneuve in Montreal statt und war das achte Rennen der Formel-1-Weltmeisterschaft 2010.

## Berichte

### Hintergrund
Nach dem Großen Preis der Türkei führte Mark Webber in der Fahrerwertung mit fünf Punkten vor Jenson Button und mit neun Punkten vor Lewis Hamilton. In der Konstrukteurswertung führte McLaren-Mercedes mit einem Punkt vor Red Bull-Renault und mit 26 Punkten vor Ferrari.
Mit Michael Schumacher (siebenmal), Fernando Alonso, Hamilton und Robert Kubica (jeweils einmal) traten vier ehemalige Sieger zu diesem Grand Prix an.

### Training
Im ersten freien Training erzielte Button die schnellste Rundenzeit vor Schumacher und seinem McLaren-Teamkollegen Hamilton.
Im zweiten freien Training setzte sich Sebastian Vettel vor Alonso und Nico Rosberg an die Spitze des Feldes.
Im dritten freien Training war Hamilton vor Webber und Alonso der schnellste Pilot.

### Qualifying
Das Qualifying bestand aus drei Teilen mit einer Nettolaufzeit von 45 Minuten. Im ersten Qualifying-Segment (Q1) hatten die Fahrer 18 Minuten Zeit, um sich für das Rennen zu qualifizieren. Die besten 17 Fahrer erreichten den nächsten Teil. Hamilton erzielte die schnellste Runde. Die HRT-, Virgin- und Lotus-Piloten sowie Kamui Kobayashi schieden aus.
Im zweiten Segment (Q2) behielt Hamilton die Spitzenposition. Die Toro-Rosso- und Williams-Piloten sowie Pedro de la Rosa, Witali Petrow und Schumacher schieden aus.
Im finalen Abschnitt des Qualifyings (Q3) erzielte Hamilton eine weitere Bestzeit und sicherte sich seine 18. Pole-Position vor Webber und Vettel. Damit erzielte Red Bull Racing zum ersten Mal in dieser Saison nicht die Pole-Position. Für Hamilton sollte es die einzige in dieser Saison werden.
Am Ende des Qualifyings sorgte Hamilton für Aufsehen, als er sein Auto in der Auslaufrunde absichtlich abstellte. McLaren hatte seinen Fahrer zu dieser Aktion angewiesen, da er Benzin sparen musste, um am Ende das erforderliche Kilogramm an Treibstoff im Tank zu behalten. Die Rennkommissare bestraften Hamilton für diese Aktion mit einer Verwarnung und einer Geldstrafe in Höhe von 10.000 US-Dollar.

### Rennen
Das Rennen war von unterschiedlichen Boxenstoppstrategien geprägt. Aus der Spitzengruppe waren die Red-Bull-Renault-Piloten die einzigen, die auf harten Reifen ins Rennen gingen. Hamilton entschied den Start für sich und behielt die Führung vor Vettel und Alonso. Felipe Massa kollidierte mit Vitantonio Liuzzi und auch de la Rosa musste nach einer Kollision mit Petrow zu Reparaturarbeiten an die Box. Alle vier Piloten setzten das Rennen fort. Dies traf nicht auf Kobayashi zu, zunächst kollidierte er an der Wall of Champions, schlug seinem BMW Sauber den Frontflügel ab und musste anschließend das Rennen gänzlich aufgeben.

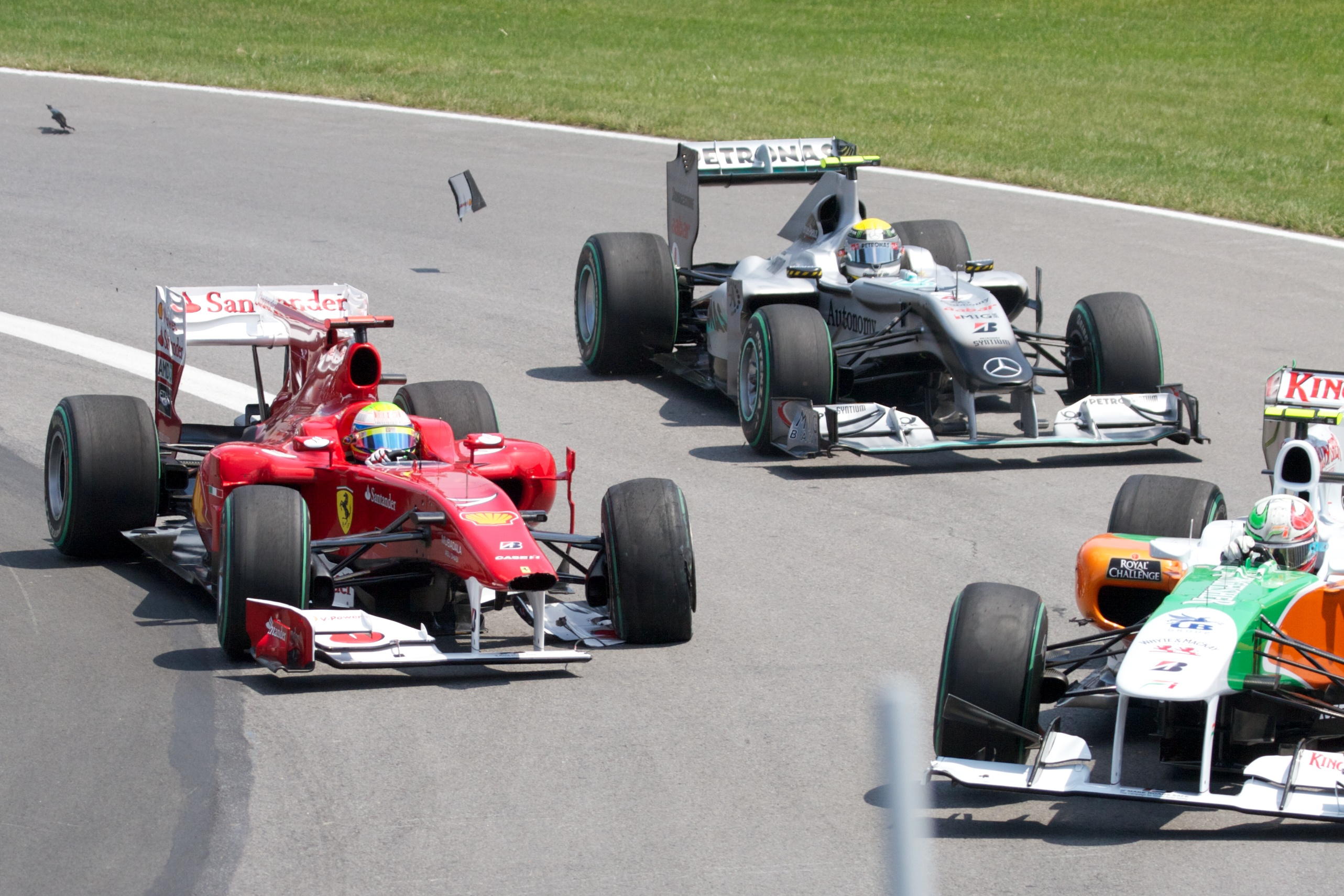
Felipe Massa (links) verlor nach einer Kollision mit Vitantonio Liuzzi (rechts) ein Teil seines Frontflügels

Nachdem Webber in der vierten Runde an Button vorbeigegangen war, begann Rosberg bereits eine Runde später mit den regulären Boxenstopps. Da die weichen Reifen bei den meisten Piloten nicht mehr intakt waren, mussten die Rennfahrer, die auf weichen Reifen gestartet waren, kurz darauf alle an die Box. Die Red Bull profitierten davon und übernahmen angeführt von Vettel die Führung des Rennens. Hamilton verlor an der Box eine Position an Alonso. Die harten Reifen hielten allerdings nicht viel länger und so mussten auch die Piloten mit harten Reifen ihre Boxenstopps absolvieren. Bei der Boxenausfahrt von Schumacher kam es zu einer Berührung mit Kubica. Beide konnten ohne Schäden weiterfahren.

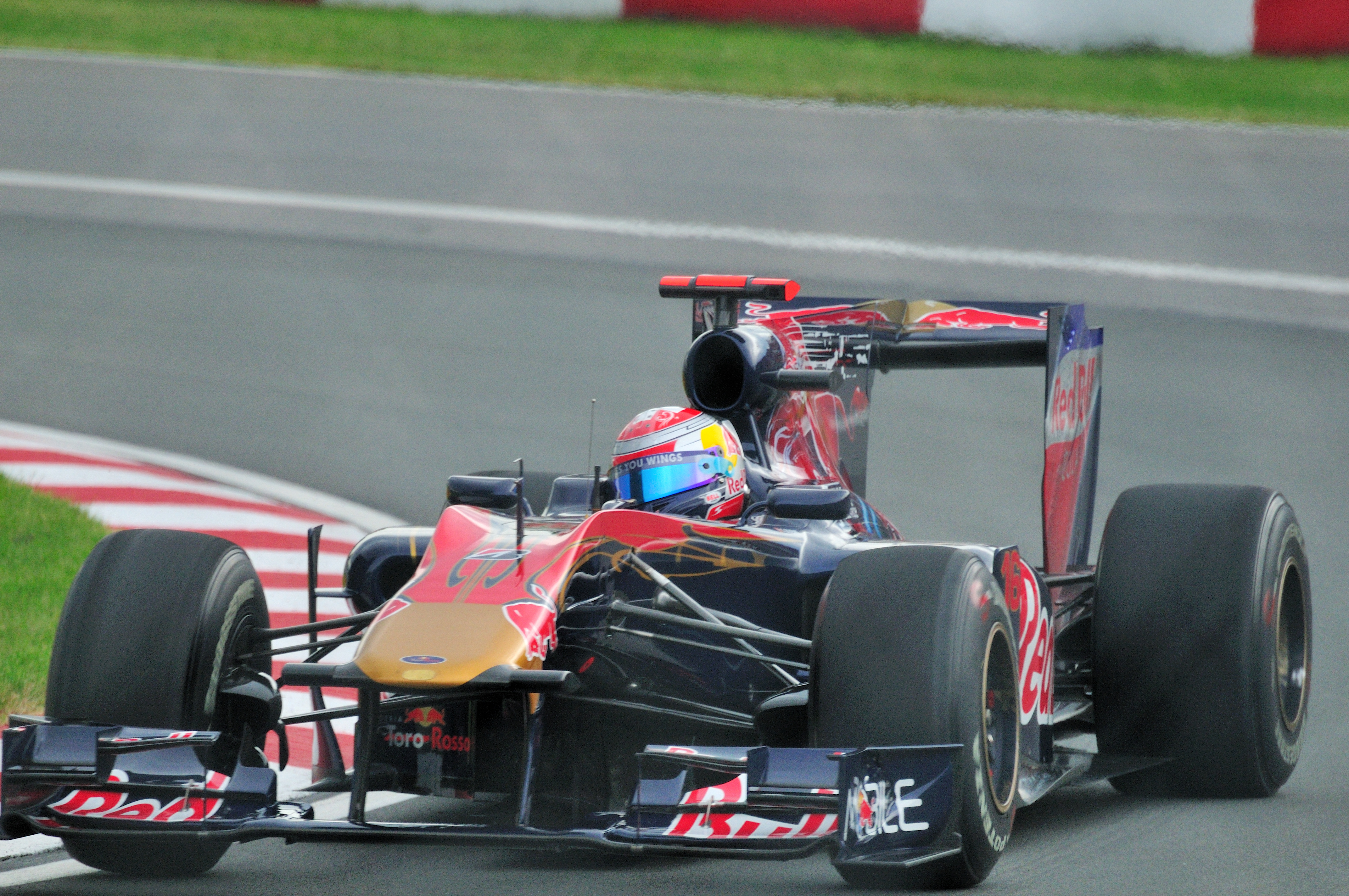
Sébastien Buemi lag zum ersten Mal in seiner Formel-1-Karriere in Führung

Während die Red Bull auch ihren Boxenstopp absolvierten, entwickelte sich ein Duell zwischen Alonso und Hamilton. Nachdem Sébastien Buemi in der Zwischenzeit zum ersten Mal in seiner Formel-1-Karriere die Führungsposition übernommen hatte, attackierte Hamilton Alonso und zog an seinen ehemaligen Teamkollegen vorbei. Da Buemi an die Box ging, übernahm Hamilton damit die Führung des Rennens. Nach 13 Runden war das Rennen für Bruno Senna, der Getriebeprobleme hatte, beendet.
An der Spitze konnte sich Hamilton nicht von Alonso absetzen und auch Button, Vettel und Webber, die die Plätze drei bis fünf belegten, lagen in Schlagdistanz zur Spitzengruppe. In der 26. Runde übernahm Alonso die Führung des Rennens. Auf der Geraden vor der Boxengasse versuchte er Hamilton zu überholen, musste sich aber nicht anstrengen, da der Brite an die Box kam. Eine Runde später spielte sich an derselben Stelle eine gefährliche Situation zwischen Kubica und Adrian Sutil ab. Die beiden duellierten sich und Kubica zog knapp an Sutil vorbei, um an die Box zu fahren. Eine Runde später musste Sutil mit einem Reifenschaden an die Box.
Nach zwei Führungsrunden kam auch Alonso an die Box und Webber übernahm, da Vettel bereits gestoppt hatte, die Führung des Rennens. Alonso kam zwischen Hamilton und Button zurück auf die Strecke. Währenddessen war das Rennen auch für de la Rosa nach 30 Runden beendet. Er blieb mit einem Motorschaden vor der Wall of Champions stehen. An der Spitze holte Hamilton kontinuierlich auf Webber auf. Auch Webbers eigentlicher Rivale, sein Teamkollege Vettel, konnte den Rückstand verkürzen. Nachdem Hamilton und Alonso Webber eingeholt hatten und Hamilton an ihm vorbeigefahren war, ging Webber zum Reifenwechsel an die Box. Er fiel dabei hinter seinen Teamkollegen zurück.
Nachdem auch Jarno Trulli und Timo Glock mit technischen Problemen aufgeben mussten, übernahm Button den zweiten Platz von Alonso. Der McLaren-Pilot hatte kontinuierlich auf den Ferrari-Piloten aufgeholt, kam aber nicht vorbei. Als Alonso beim Überrunden von Karun Chandhok aufgehalten wurde, nutzte Button die Gelegenheit zum Überholmanöver.

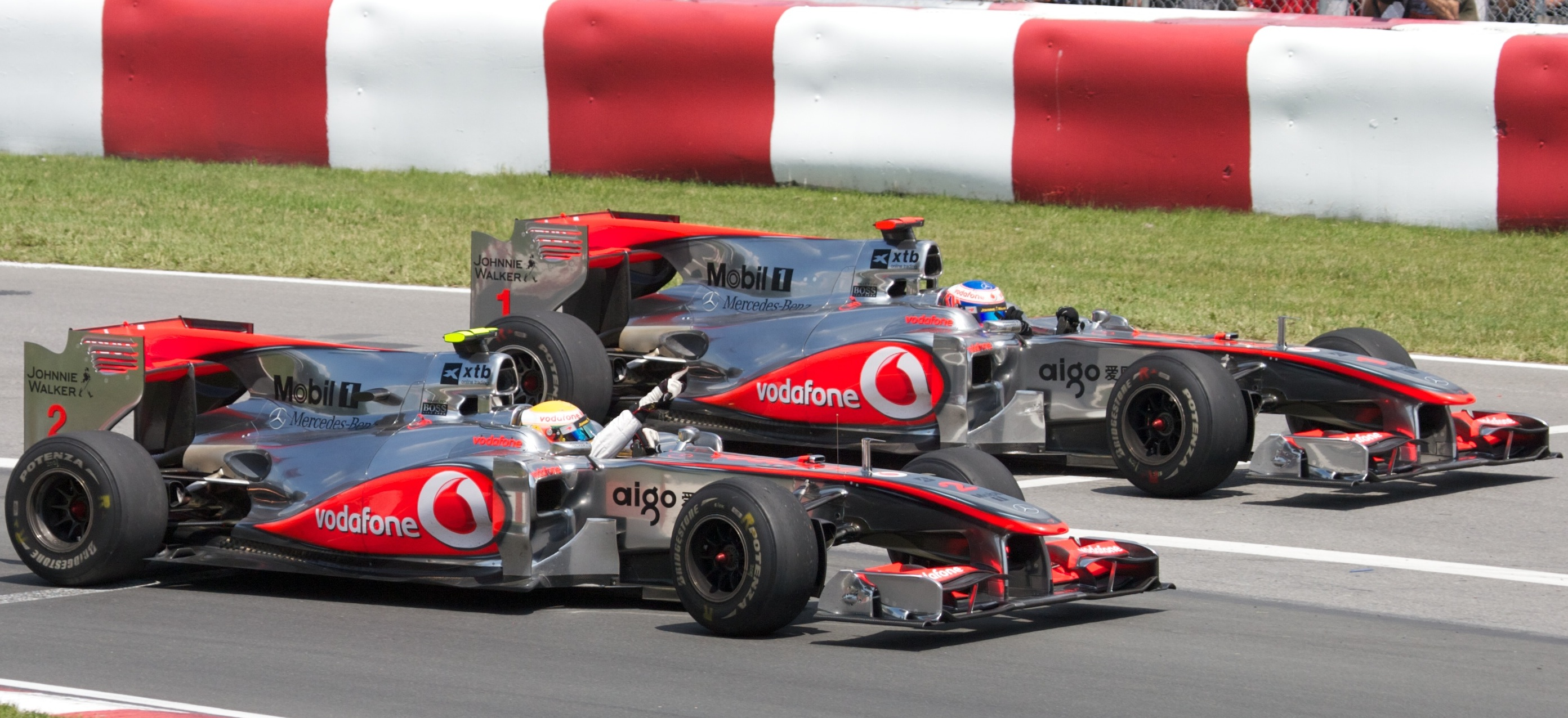
Lewis Hamilton (vorne) feierte mit Jenson Button einen weiteren Doppelsieg für McLaren

Nachdem Buemi an Schumacher vorbeigegangen war, versuchte auch Massa, der im Rennen einige Piloten überholt hatte, an seinem ehemaligen Teamkollegen vorbeizugehen, allerdings drängte der Deutsche Massa ein bisschen ab und Massa musste mit einem defekten Frontflügel zu Reparaturarbeiten an die Box. Da er bei diesem Boxenstopp zu schnell in der Boxengasse gefahren war, erhielt er nach dem Rennen eine 20-Sekunden-Zeitstrafe. An seinem Ergebnis änderte dies allerdings nichts.
Nachdem Kubica die schnellste Rennrunde erzielt hatte, fuhr Hamilton als erster über die Ziellinie und feierte seinen 13. Rennsieg seiner Karriere. Button machte mit einem zweiten Platz den Doppelsieg für McLaren perfekt. Alonso wurde mit fast einer halben Minute Vorsprung auf Vettel und Webber Dritter. Die restlichen Punkte gingen an Rosberg, Kubica, Buemi, Liuzzi und Sutil. Schumacher, der als Neunter in die letzte Runde gegangen war, musste sich in der letzten Runde noch von beiden Force India überholen lassen und kam außerhalb der Punkteränge als Elfter ins Ziel.
In der Weltmeisterschaft übernahm Hamilton die Führung von Webber, der hinter Button den dritten Platz belegte. In der Konstrukteurswertung konnte McLaren-Mercedes mit dem Doppelsieg den Vorsprung auf Red Bull-Renault weiter ausbauen.

## Meldeliste
| Team                         | Nr. | Fahrer             | Chassis           | Motor                | Reifen |
| ---------------------------- | --- | ------------------ | ----------------- | -------------------- | ------ |
| Vodafone McLaren Mercedes    | 01  | Jenson Button      | McLaren MP4-25    | Mercedes-Benz 2.4 V8 | B      |
| Vodafone McLaren Mercedes    | 02  | Lewis Hamilton     | McLaren MP4-25    | Mercedes-Benz 2.4 V8 | B      |
| Mercedes GP Petronas F1 Team | 03  | Michael Schumacher | Mercedes MGP W01  | Mercedes-Benz 2.4 V8 | B      |
| Mercedes GP Petronas F1 Team | 04  | Nico Rosberg       | Mercedes MGP W01  | Mercedes-Benz 2.4 V8 | B      |
| Red Bull Racing              | 05  | Sebastian Vettel   | Red Bull RB6      | Renault 2.4 V8       | B      |
| Red Bull Racing              | 06  | Mark Webber        | Red Bull RB6      | Renault 2.4 V8       | B      |
| Scuderia Ferrari Marlboro    | 07  | Felipe Massa       | Ferrari F10       | Ferrari 2.4 V8       | B      |
| Scuderia Ferrari Marlboro    | 08  | Fernando Alonso    | Ferrari F10       | Ferrari 2.4 V8       | B      |
| AT&T Williams                | 09  | Rubens Barrichello | Williams FW32     | Cosworth 2.4 V8      | B      |
| AT&T Williams                | 10  | Nico Hülkenberg    | Williams FW32     | Cosworth 2.4 V8      | B      |
| Renault F1 Team              | 11  | Robert Kubica      | Renault R30       | Renault 2.4 V8       | B      |
| Renault F1 Team              | 12  | Witali Petrow      | Renault R30       | Renault 2.4 V8       | B      |
| Force India F1 Team          | 14  | Adrian Sutil       | Force India VJM03 | Mercedes-Benz 2.4 V8 | B      |
| Force India F1 Team          | 15  | Vitantonio Liuzzi  | Force India VJM03 | Mercedes-Benz 2.4 V8 | B      |
| Scuderia Toro Rosso          | 16  | Sébastien Buemi    | Toro Rosso STR5   | Ferrari 2.4 V8       | B      |
| Scuderia Toro Rosso          | 17  | Jaime Alguersuari  | Toro Rosso STR5   | Ferrari 2.4 V8       | B      |
| Lotus Racing                 | 18  | Jarno Trulli       | Lotus T127        | Cosworth 2.4 V8      | B      |
| Lotus Racing                 | 19  | Heikki Kovalainen  | Lotus T127        | Cosworth 2.4 V8      | B      |
| HRT F1 Team                  | 20  | Karun Chandhok     | HRT F110          | Cosworth 2.4 V8      | B      |
| HRT F1 Team                  | 21  | Bruno Senna        | HRT F110          | Cosworth 2.4 V8      | B      |
| BMW Sauber F1 Team           | 22  | Pedro de la Rosa   | Sauber C29        | Ferrari 2.4 V8       | B      |
| BMW Sauber F1 Team           | 23  | Kamui Kobayashi    | Sauber C29        | Ferrari 2.4 V8       | B      |
| Virgin Racing                | 24  | Timo Glock         | Virgin VR-01      | Cosworth 2.4 V8      | B      |
| Virgin Racing                | 25  | Lucas di Grassi    | Virgin VR-01      | Cosworth 2.4 V8      | B      |

## Klassifikationen

### Qualifying
| Pos. | Fahrer             | Konstrukteur         | Q1       | Q2       | Q3       | Start |
| ---- | ------------------ | -------------------- | -------- | -------- | -------- | ----- |
| 01   | Lewis Hamilton     | McLaren-Mercedes     | 1:15,889 | 1:15,528 | 1:15,105 | 01    |
| 02   | Mark Webber        | Red Bull-Renault     | 1:16,423 | 1:15,692 | 1:15,373 | 07    |
| 03   | Sebastian Vettel   | Red Bull-Renault     | 1:16,129 | 1:15,556 | 1:15,420 | 02    |
| 04   | Fernando Alonso    | Ferrari              | 1:16,171 | 1:15,597 | 1:15,435 | 03    |
| 05   | Jenson Button      | McLaren-Mercedes     | 1:16,371 | 1:15,742 | 1:15,520 | 04    |
| 06   | Vitantonio Liuzzi  | Force India-Mercedes | 1:17,086 | 1:16,171 | 1:15,648 | 05    |
| 07   | Felipe Massa       | Ferrari              | 1:16,673 | 1:16,314 | 1:15,688 | 06    |
| 08   | Robert Kubica      | Renault              | 1:16,370 | 1:15,682 | 1:15,715 | 08    |
| 09   | Adrian Sutil       | Force India-Mercedes | 1:16,495 | 1:16,295 | 1:15,881 | 09    |
| 10   | Nico Rosberg       | Mercedes             | 1:16,350 | 1:16,001 | 1:16,071 | 10    |
| 11   | Rubens Barrichello | Williams-Cosworth    | 1:16,880 | 1:16,434 | –        | 11    |
| 12   | Nico Hülkenberg    | Williams-Cosworth    | 1:16,770 | 1:16,438 | –        | 12    |
| 13   | Michael Schumacher | Mercedes             | 1:16,598 | 1:16,492 | –        | 13    |
| 14   | Witali Petrow      | Renault              | 1:16,569 | 1:16,844 | –        | 14    |
| 15   | Sébastien Buemi    | Toro Rosso-Ferrari   | 1:17,356 | 1:16,928 | –        | 15    |
| 16   | Jaime Alguersuari  | Toro Rosso-Ferrari   | 1:17,027 | 1:17,029 | –        | 16    |
| 17   | Pedro de la Rosa   | Sauber-Ferrari       | 1:17,611 | 1:17,384 | –        | 17    |
| 18   | Kamui Kobayashi    | Sauber-Ferrari       | 1:18,019 | –        | –        | 18    |
| 19   | Heikki Kovalainen  | Lotus-Cosworth       | 1:18,237 | –        | –        | 19    |
| 20   | Jarno Trulli       | Lotus-Cosworth       | 1:18,698 | –        | –        | 20    |
| 21   | Timo Glock         | Virgin-Cosworth      | 1:18,941 | –        | –        | 21    |
| 22   | Bruno Senna        | HRT-Cosworth         | 1:19,484 | –        | –        | 22    |
| 23   | Lucas di Grassi    | Virgin-Cosworth      | 1:19,675 | –        | –        | 23    |
| 24   | Karun Chandhok     | HRT-Cosworth         | 1:27,757 | –        | –        | 24    |

Anmerkungen
1. ↑  Webber wurde aufgrund eines Getriebewechsel um fünf Plätze nach hinten versetzt.

### Rennen
| Pos. | Fahrer             | Konstrukteur         | Runden | Stopps | Zeit        | Start | Schnellste Runde |
| ---- | ------------------ | -------------------- | ------ | ------ | ----------- | ----- | ---------------- |
| 01   | Lewis Hamilton     | McLaren-Mercedes     | 70     | 2      | 1:33:53,456 | 01    | 1:17,806 (62.)   |
| 02   | Jenson Button      | McLaren-Mercedes     | 70     | 2      | + 2,254     | 04    | 1:18,144 (66.)   |
| 03   | Fernando Alonso    | Ferrari              | 70     | 2      | + 9,214     | 03    | 1:18,207 (44.)   |
| 04   | Sebastian Vettel   | Red Bull-Renault     | 70     | 2      | + 37,817    | 02    | 1:18,417 (62.)   |
| 05   | Mark Webber        | Red Bull-Renault     | 70     | 2      | + 39,291    | 07    | 1:18,148 (62.)   |
| 06   | Nico Rosberg       | Mercedes             | 70     | 2      | + 56,084    | 10    | 1:17,832 (68.)   |
| 07   | Robert Kubica      | Renault              | 70     | 3      | + 57,300    | 08    | 1:16,972 (67.)   |
| 08   | Sébastien Buemi    | Toro Rosso-Ferrari   | 69     | 3      | + 1 Runde   | 15    | 1:19,784 (39.)   |
| 09   | Vitantonio Liuzzi  | Force India-Mercedes | 69     | 2      | + 1 Runde   | 05    | 1:19,349 (66.)   |
| 10   | Adrian Sutil       | Force India-Mercedes | 69     | 2      | + 1 Runde   | 09    | 1:19,530 (68.)   |
| 11   | Michael Schumacher | Mercedes             | 69     | 3      | + 1 Runde   | 13    | 1:19,577 (44.)   |
| 12   | Jaime Alguersuari  | Toro Rosso-Ferrari   | 69     | 3      | + 1 Runde   | 16    | 1:19,842 (69.)   |
| 13   | Nico Hülkenberg    | Williams-Cosworth    | 69     | 4      | + 1 Runde   | 12    | 1:18,912 (64.)   |
| 14   | Rubens Barrichello | Williams-Cosworth    | 69     | 3      | + 1 Runde   | 11    | 1:19,175 (65.)   |
| 15   | Felipe Massa       | Ferrari              | 69     | 4      | + 1 Runde   | 06    | 1:18,325 (45.)   |
| 16   | Heikki Kovalainen  | Lotus-Cosworth       | 68     | 3      | + 2 Runden  | 19    | 1:20,654 (65.)   |
| 17   | Witali Petrow      | Renault              | 68     | 4      | + 2 Runden  | 14    | 1:19,453 (58.)   |
| 18   | Karun Chandhok     | HRT-Cosworth         | 66     | 2      | + 4 Runden  | 24    | 1:21,884 (47.)   |
| 19   | Lucas di Grassi    | Virgin-Cosworth      | 65     | 3      | + 5 Runden  | 23    | 1:21,937 (49.)   |
| –    | Timo Glock         | Virgin-Cosworth      | 50     | 4      | DNF         | 21    | 1:21,669 (43.)   |
| –    | Jarno Trulli       | Lotus-Cosworth       | 42     | 4      | DNF         | 20    | 1:20,791 (38.)   |
| –    | Pedro de la Rosa   | Sauber-Ferrari       | 30     | 2      | DNF         | 17    | 1:20,574 (21.)   |
| –    | Bruno Senna        | HRT-Cosworth         | 13     | 0      | DNF         | 22    | 1:24,524 (05.)   |
| –    | Kamui Kobayashi    | Sauber-Ferrari       | 1      | 0      | DNF         | 18    | –                |

Anmerkungen
1. ↑  Massa erhielt nach Rennende eine 20-Sekunden-Zeitstrafe, da er bei seinem letzten Boxenstopp in Runde 61 mit 105,4 km/h zu schnell war. An seiner Position änderte die Strafe allerdings nichts.

## WM-Stände nach dem Rennen
Die ersten zehn des Rennens bekamen 25, 18, 15, 12, 10, 8, 6, 4, 2 bzw. 1 Punkt(e).

### Fahrerwertung
| Pos. | Fahrer             | Konstrukteur         | Punkte |
| ---- | ------------------ | -------------------- | ------ |
| 01   | Lewis Hamilton     | McLaren-Mercedes     | 109    |
| 02   | Jenson Button      | McLaren-Mercedes     | 106    |
| 03   | Mark Webber        | Red Bull-Renault     | 103    |
| 04   | Fernando Alonso    | Ferrari              | 94     |
| 05   | Sebastian Vettel   | Red Bull-Renault     | 90     |
| 06   | Nico Rosberg       | Mercedes             | 74     |
| 07   | Robert Kubica      | Renault              | 73     |
| 08   | Felipe Massa       | Ferrari              | 67     |
| 09   | Michael Schumacher | Mercedes             | 34     |
| 10   | Adrian Sutil       | Force India-Mercedes | 23     |
| 11   | Vitantonio Liuzzi  | Force India-Mercedes | 12     |
| 12   | Rubens Barrichello | Williams-Cosworth    | 7      |

| Pos. | Fahrer            | Konstrukteur       | Punkte |
| ---- | ----------------- | ------------------ | ------ |
| 13   | Witali Petrow     | Renault            | 6      |
| 14   | Sébastien Buemi   | Toro Rosso-Ferrari | 5      |
| 15   | Jaime Alguersuari | Toro Rosso-Ferrari | 3      |
| 16   | Kamui Kobayashi   | Sauber-Ferrari     | 1      |
| 17   | Nico Hülkenberg   | Williams-Cosworth  | 1      |
| 18   | Pedro de la Rosa  | Sauber-Ferrari     | 0      |
| 19   | Heikki Kovalainen | Lotus-Cosworth     | 0      |
| 20   | Karun Chandhok    | HRT-Cosworth       | 0      |
| 21   | Lucas di Grassi   | Virgin-Cosworth    | 0      |
| 22   | Jarno Trulli      | Lotus-Cosworth     | 0      |
| 23   | Bruno Senna       | HRT-Cosworth       | 0      |
| 24   | Timo Glock        | Virgin-Cosworth    | 0      |

### Konstrukteurswertung
| Pos. | Konstrukteur         | Punkte |
| ---- | -------------------- | ------ |
| 01   | McLaren-Mercedes     | 215    |
| 02   | Red Bull-Renault     | 193    |
| 03   | Ferrari              | 161    |
| 04   | Mercedes             | 108    |
| 05   | Renault              | 79     |
| 06   | Force India-Mercedes | 35     |

| Pos. | Konstrukteur       | Punkte |
| ---- | ------------------ | ------ |
| 07   | Toro Rosso-Ferrari | 8      |
| 08   | Williams-Cosworth  | 8      |
| 09   | Sauber-Ferrari     | 1      |
| 10   | Lotus-Cosworth     | 0      |
| 11   | HRT-Cosworth       | 0      |
| 12   | Virgin-Cosworth    | 0      |